# Saló del Manga de Barcelona de 1995
El Primer Saló del Manga, l'Anime i el Videojoc de Barcelona fou la primera edició del Saló del Manga de Barcelona. Es va celebrar a l'Estació de França del 27 al 29 d'octubre de 1995.
La convenció va comptar amb Carles Santamaría com a director, que s'estrenava en el càrrec tot afirmant que «el manga ha vingut amb molta força i ha vingut per quedar-se». Malgrat que paral·lelament admetia que les empreses del sector no havien mostrat massa entusiasme amb la iniciativa de Ficomic degut a males experiències passades, que havien fracassat per manca de públic. Tot i aquest escepticisme del sector, les editorials i empreses van acabar confirmant l'assistència a l'esdeveniment, quedant a l'espera dels resultats, i el saló va aconseguir reunir a un total de 30 estands.
El pressupost per a la primera edició del saló fou de 8 millions de pessetes, una xifra testimonial comparada amb els 65 milions de pts. amb els quals havia comptat aquell mateix any la 13a edició del Saló del Còmic de Barcelona.
Pel que fa a l'assistència, Carles Santamaria s'havia plantejat com a objectiu assolir els 25.000 visitants, xifra que es va assolir, arrivant fins i tot als 30.000 visitants, segons afirmava Ficomic.

## Història del naixement del Saló del Manga

### Contextualizació històrica
El 1992, la gran atracció del 10è Saló del Còmic havia sigut l'exposició de Bola de Drac, la qual pretenia analitzar i mostrar el fenomen social sorgit a Catalunya arran de l'emissió de l'anime Bola de Drac que TV3 havia començat a emetre el 1990. En aquell mateix saló, Planeta DeAgostini havia presentat el manga homònim, que s'edivata per fi a Catalunya en català i castellà després d'una llarga espera de dos anys en els quals la circulació entre els fans de reproduccions clandestines i fanzines sobre la sèrie d'Akira Toriyama havia estat a l'ordre del dia.
Explotant novament el filó del manga, el Saló de 1993 havia tingut com a hoste al Japó, país que va comptar amb una gran exposició sobre l'obra dels seus 25 mangakas més influents i rellevants. Així mateix, una exceptional delegació del Japó va fer acte de presència a Barcelona, encapçalada per destacats autors com Katsuhiro Otomo, Jirō Taniguchi, Suehiro Maruo, Buichi Terasawa, Ryōichi Ikegami, Masashi Tanaka o Riku Sanjō.
Fou sota aquest context d'auge del manga i l'anime, que Ficomic s'havia començat a plantejar la possibilitat d'engegar un esdeveniment propi. Un auge que si bé havia viscut el seu punt d'inflexió amb Bola de Drac, el cert és que es tractava d'una tendència en ascens que ja havia anat guanyant presència als mitjans des de finals de la dècada del 1980 amb animes com Dr. Slump o Captain Tsubasa, i més llunyanament amb Mazinger Z o Robotech. Tampoc cal oblidar el gran impacte que va suposar la publicació del manga Akira el 1991, al qual li seguiria l'estrena de la pel·lícua homònima, amb un èxit rotund.
Malgrat tot, el 1993 Joan Navarro es va acomiadar del Saló del Còmic com a director i nou fou fins al 1995, amb l'arribada de Carles Santamaria, que Ficomic va emprende els passos definitius per a crear una convenció pròpia. I això fou després de l'èxit de l'experiment al Sant Andreu Teatre (SAT!).

### L'espurna del Saló neix al Sant Andreu Teatre
El 22 d'abril de 1995 el Sant Andreu Teatre (SAT!) va acollir la primera convenció de manga de Barcelona. La iniciativa havia sorgit de l'entorn de Ficomic, que des de 1981 organitzava el Saló del Còmic de Barcelona, amb la implicació addicional de les editorials Glénat, La Cúpula, Norma, Ediciones B i Planeta.
Aquest primer experiment tenia com a objectiu constatar si un esdeveniment dedicat exclusivament al manga i a l'anime tindria interès. Segons paraules d'Óscar Valiente, que aleshores s'hi havia implicat a través de Ficomic, l'esdeveniment al SAT! «va servir d’assaig [i] vam veure de seguida que funcionava. En el sector vam constatar que hi havia un lector completament nou, el de manga, que tenia una identitat molt marcada, que no venia de llegir còmic de superherois, Tintín o Bruguera, sinó que estava molt influït per les sèries de TV d'anime i els videojocs».
La prova al SAT! va complir amb les expectatives de l'organització, que va qualificar l'experiència de positiva. L'assistència registrada fou d'un miler de visitants malgrat la poca publicitat que hi havia hagut. Aquesta experiència al SAT! fou decisiva per què Ficomic es llancés a impulsar un saló nou, independent del Saló del Còmic i exclusivament dedicat al manga i a l'anime ja que, segons Valiente, «vam entreveure que a aquell públic especial calia oferir-li una cosa diferent del Saló del Còmic».

### El mercat estatal del manga de 1995
El 1995, en el moment de celebrar-se la primera convenció otaku de Barcelona, a l'estat es publicaven un total de 30 sèries de manga. Malgrat tractar-se d'una xifra modesta, algunes d'aquestes sèries, com Bola de Drac, que es publicava des de 1992, comptaven amb tirades de 700.000 exemplars.
A part del manga publicat per les editorials, l'interès i la curiositat que suscitava sobretot entre el públic més jove la cultura provinent del país del sol naixent, quedava palesa amb el gran nombre de fanzines, publicacions teòriques i revistes de l'època, moltes d'elles d'efímera durada, autoeditades i de publicació aperiòdica. Entre aquestes publicacions hi havia capçaleres com Kakubi (1995-1997), Otaku (1994-1995), Nippon (1993), Animanga (1993), Mangaka (1994-1995) o Manganime (1993-1994). Algunes d'elles, fins i tot comptaven amb una editorial al seu darrere, com és el cas de Kakubi (Glénat) o Otaku (Norma).
Ficomic va voler associar el mercat emergent del manga amb el dels videojocs, que també es trobava en fase de desenvolupament. Aquest és el motiu pel qual la denominació de la convenció fou "Saló del Manga, l'Anime i el Videojoc de Barcelona". El terme "videojoc" va aparèixer encara diverses vegades a les primeres edicions del Saló del Manga, perdent-se definitivament a partir de la sisena edició (2000). Magrat tot, el Saló del Manga ha estat sempre molt vinculat a la indústria de l'oci audiovisual, amb una forta presència dels videojocs, el mershandising, les activitats lúdiques i, per descomptat, l'anime.

## El cartell i la mascota del saló
La primera edició del Saló del Manga va comptar amb una mascota pròpia, anomenada "Makako". Es tractava d'un robot vermell amb unes grans dalles daurades al cap. Per les seves característiques, semblava una mescla de Getter Robo i Garada K7, el robot malvat de Mazinger Z. La mascota fou creada per Jesús Manuel Montané.
El cartell del saló, amb Makako com a protagonista, fou creat per Hi No Tori, pseudònim de Nacho Fernández i Álvaro López.

## Concurs de manga
Al concurs de manga que havia convocat Ficomic s'hi van registrar 348 persones. Els guanyadors foren:
- Mi pequeño Tomoka, de David Ramírez.
- Kuno y Kaori. Casos inexplicables, d'Antonio Valentín i Vanessa Durán.[4]

El jurat va estar integrat per Núria Teuler, Armand Zoroa i Jordi Sánchez Navarro.

## Exposicions
- Herois del manga.[7] Exposició sobre els personatges de manga més populars. Va estar dividida en cinc blocs, segons el gènere de manga. Aquest blocs foren: mites de paper, ànimes de metall, crim i càstig, antiherois en acció i adolescents intrèpids.[5]
- Els primers 25 anys del videojoc. Exposició que va fer un repàs als esdeveniments més rellevants de la història del videojoc.